# نیکولا شاربونیه
نیکولا شاربونیه (فرانسوی: Nicolas Charbonnier‎؛ زادهٔ ۴ اوت ۱۹۸۱) قایقران قایق بادبانی اهل فرانسه است.